# Суховская (станция)
Суховская — станция Восточно-Сибирской железной дороги, находящаяся на Транссибирской магистрали в Ангарске Иркутской области. Относится к Иркутскому региону Восточно-Сибирской железной дороги. Находится на 5151 километре Транссиба.